# Магдалинівка (Каховський район)
Магдали́нівка — село в Україні, у Чаплинській селищній громаді Каховського району Херсонської області. Населення становить 858 осіб.

## Історія
12 червня 2020 року, відповідно до Розпорядження Кабінету Міністрів України від № 726-р «Про визначення адміністративних центрів та затвердження територій територіальних громад Херсонської області», увійшло до складу Чаплинської селищної громади.
19 липня 2020 року, в результаті адміністративно-територіальної реформи та ліквідації Чаплинського району, село увійшло до складу новоутвореного Каховського району.
24 лютого 2022 року село тимчасово окуповане російськими військами під час російсько-української війни.

## Населення
Згідно з переписом УРСР 1989 року чисельність наявного населення села становила 989 осіб, з яких 466 чоловіків та 523 жінки.
За переписом населення України 2001 року в селі мешкали 853 особи.
в усі часи люди села займалися землеробством (вирощували зернові, баштанні), тваринництвом (головним чином молочне скотарство, вівчарство, свинарство).

### Мова
Розподіл населення за рідною мовою за даними перепису 2001 року:
Визначні особистості:
Ніцак Зінаїда - громадська діячка, економіст.
| Мова       | Відсоток |
| ---------- | -------- |
| українська | 91,96 %  |
| російська  | 5,36 %   |
| молдовська | 2,21 %   |
| білоруська | 0,23 %   |
| інші       | 0,24 %   |